# Castillo de Kinbane
El Castillo de Kinbane (Inglés: Kinbane Castle) es un castillo situado en el condado de Antrim, en Irlanda del Norte, el Reino Unido. Se encuentra en una estrecha punta de piedra caliza que se interna en el mar, a unos 5 kilómetros aproximadamente de Ballycastle por la carretera que va a Ballintoy. No quedan muchos restos del castillo y el sendero que conduce a las ruinas es estrecho y con escalones.
El castillo es un State Care Historic Monument, situado en el Townland de Cregganboy, en el distrito municipal de Moyle. Su referencia geográfica es D0876 4383. El área que rodea al castillo se ha incluido en el Scheduled Historic Monument con la referencia D0879 4381.
Originalmente era un edificio de dos plantas construido en 1547 por Colla MacDonnell, quien murió entre sus muros en 1558. Tras sus defensas se encuentra un gran patio con restos de otros edificios, construidos probablemente de madera. El castillo ofrece vistas espectaculares de la isla de Rathlin y el fuerte de la Edad de Hierro de Dunagregor.